# Genay (métropole de Lyon)
Pour les articles homonymes, voir Genay.
Genay est une commune française, située dans la métropole de Lyon en région Auvergne-Rhône-Alpes. Ses habitants sont appelés les Ganathains.

## Géographie

### Situation
Genay est située à 20 km au nord de Lyon sur la rive gauche de la Saône qui détermine sa bordure ouest. Bordée au nord et à l'est par le département de l'Ain, Genay aborde la côtière de la Dombes et présente un relief pentu dans sa partie historique. Son territoire s'étend sur 849 hectares, le point le plus bas se trouvant à 167 mètres dans la plaine alluviale de la Saône, le plus haut à 298 mètres au sommet du talus bordant le plateau de la Dombes (côtière).
|                            | Massieux (Ain)     |                |
| Saint-Germain-au-Mont-d'Or | Genay              | Civrieux (Ain) |
|                            | Neuville-sur-Saône | Montanay       |

### Climat
Pour des articles plus généraux, voir Climat d'Auvergne-Rhône-Alpes et Climat du Rhône.
En 2010, le climat de la commune est de type climat océanique altéré, selon une étude du Centre national de la recherche scientifique s'appuyant sur une série de données couvrant la période 1971-2000. En 2020, Météo-France publie une typologie des climats de la France métropolitaine dans laquelle la commune est dans une zone de transition entre le climat semi-continental et le climat de montagne et est dans la région climatique  Bourgogne, vallée de la Saône, caractérisée par un bon ensoleillement (1 900 h/an), un été chaud (18,5 °C), un air sec au printemps et en été et des vents faibles. 
Pour la période 1971-2000, la température annuelle moyenne est de 11,7 °C, avec une amplitude thermique annuelle de 18 °C. Le cumul annuel moyen de précipitations est de 841 mm, avec 9,6 jours de précipitations en janvier et 6,7 jours en juillet. Pour la période 1991-2020, la température moyenne annuelle observée sur la station météorologique de Météo-France la plus proche, « Pommiers », sur la commune de Pommiers à 14 km à vol d'oiseau, est de 12,6 °C et le cumul annuel moyen de précipitations est de 778,0 mm,. Pour l'avenir, les paramètres climatiques de la commune estimés pour 2050 selon différents scénarios d'émission de gaz à effet de serre sont consultables sur un site dédié publié par Météo-France en novembre 2022.

## Urbanisme

### Typologie
Au 1er janvier 2024, Genay est catégorisée ceinture urbaine, selon la nouvelle grille communale de densité à sept niveaux définie par l'Insee en 2022.
Elle appartient à l'unité urbaine de Lyon, une agglomération inter-départementale regroupant 123  communes, dont elle est une commune de la banlieue,,. Par ailleurs la commune fait partie de l'aire d'attraction de Lyon, dont elle est une commune de la couronne,. Cette aire, qui regroupe 397 communes, est catégorisée dans les aires de 700 000 habitants ou plus (hors Paris),.

### Occupation des sols
L'occupation des sols de la commune, telle qu'elle ressort de la base de données européenne d’occupation biophysique des sols Corine Land Cover (CLC), est marquée par l'importance des territoires agricoles (58,3 % en 2018), en diminution par rapport à 1990 (60,6 %). La répartition détaillée en 2018 est la suivante : 
terres arables (45,2 %), zones urbanisées (23,6 %), zones industrielles ou commerciales et réseaux de communication (16 %), prairies (8,7 %), zones agricoles hétérogènes (4,3 %), eaux continentales (2 %), forêts (0,2 %). L'évolution de l’occupation des sols de la commune et de ses infrastructures peut être observée sur les différentes représentations cartographiques du territoire : la carte de Cassini (XVIIIe siècle), la carte d'état-major (1820-1866) et les cartes ou photos aériennes de l'IGN pour la période actuelle (1950 à aujourd'hui).

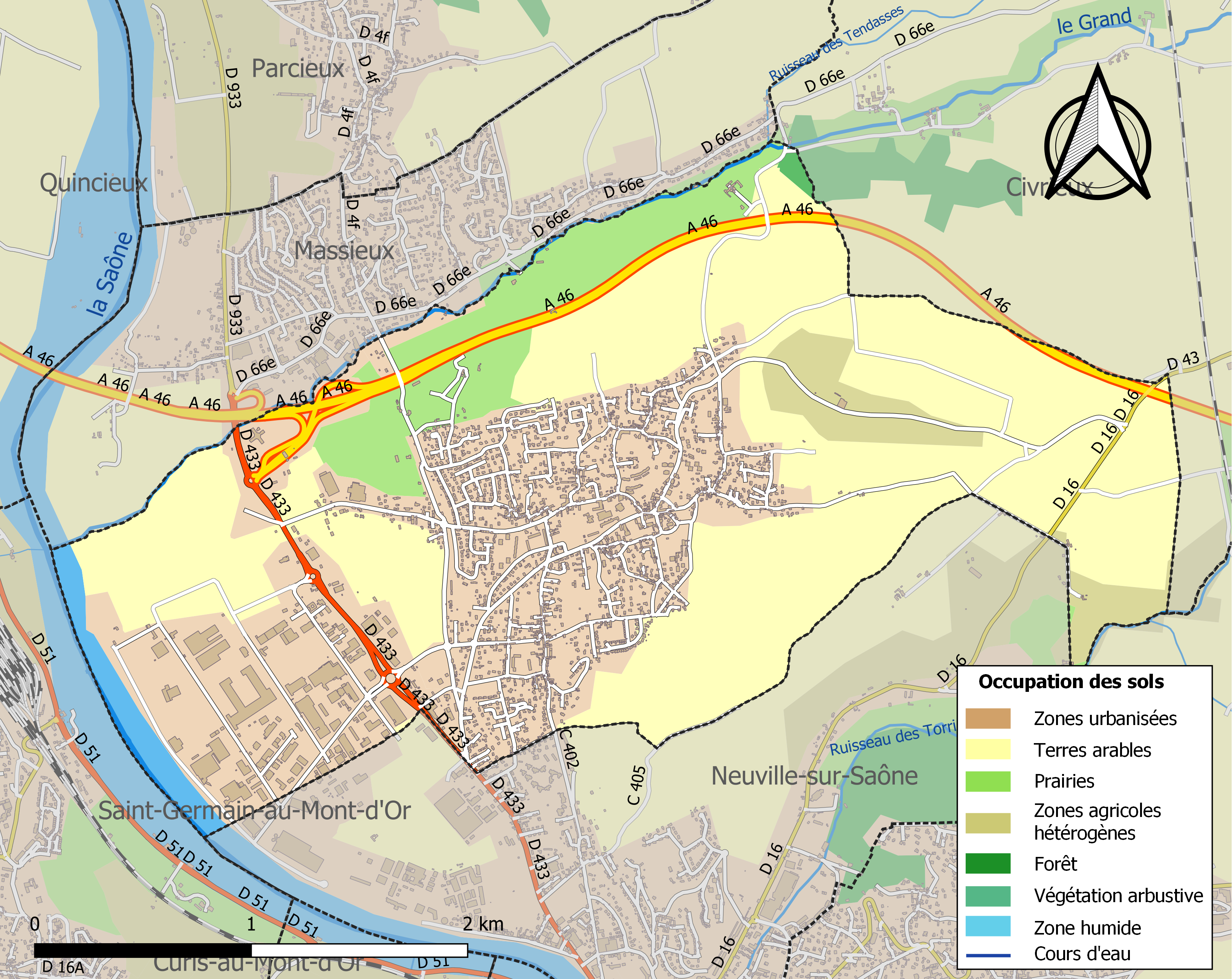
Carte des infrastructures et de l'occupation des sols de la commune en 2018 (CLC).

## Histoire
Anciennement appelée Joannacum puis Jaennac, la paroisse de Genay appartint au Franc-Lyonnais dont elle fut un temps la capitale.
La ville souffre de la guerre de Cent Ans, en étant notamment rasée et les habitants passés par le fil de l'épée en 1443 par les bandes de routiers désœuvrées qui écument le pays.
Devenue une commune du département de l'Ain en 1790, elle fait alors partie du canton de Trévoux. Le 1er janvier 1968, elle est rattachée au département du Rhône et au canton de Neuville-sur-Saône.
En 1969, elle entre dans la communauté urbaine de Lyon, aujourd'hui le Grand Lyon.
Le Grand Lyon disparait le 1er janvier 2015, et laisse place à la collectivité territoriale de la métropole de Lyon.

## Démographie
L'évolution du nombre d'habitants est connue à travers les recensements de la population effectués dans la commune depuis 1793. Pour les communes de moins de 10 000 habitants, une enquête de recensement portant sur toute la population est réalisée tous les cinq ans, les populations de référence des années intermédiaires étant quant à elles estimées par interpolation ou extrapolation. Pour la commune, le premier recensement exhaustif entrant dans le cadre du nouveau dispositif a été réalisé en 2004.

En 2022, la commune comptait 5 632 habitants, en évolution de +3,42 % par rapport à 2016 (Rhône : +3,93 %, France hors Mayotte : +2,11 %).
| 1793  | 1800  | 1806  | 1821  | 1831  | 1836  | 1841  | 1846  | 1851  |
| ----- | ----- | ----- | ----- | ----- | ----- | ----- | ----- | ----- |
| 1 100 | 1 095 | 1 168 | 1 210 | 1 271 | 1 260 | 1 244 | 1 297 | 1 286 |

| 1856  | 1861  | 1866  | 1872  | 1876  | 1881  | 1886  | 1891  | 1896  |
| ----- | ----- | ----- | ----- | ----- | ----- | ----- | ----- | ----- |
| 1 225 | 1 264 | 1 226 | 1 140 | 1 121 | 1 135 | 1 137 | 1 143 | 1 141 |

| 1901  | 1906  | 1911  | 1921  | 1926  | 1931  | 1936  | 1946  | 1954  |
| ----- | ----- | ----- | ----- | ----- | ----- | ----- | ----- | ----- |
| 1 125 | 1 114 | 1 066 | 1 025 | 1 030 | 1 114 | 1 113 | 1 210 | 1 355 |

| 1962  | 1968  | 1975  | 1982  | 1990  | 1999  | 2004  | 2006  | 2009  |
| ----- | ----- | ----- | ----- | ----- | ----- | ----- | ----- | ----- |
| 1 458 | 1 825 | 2 359 | 3 544 | 4 029 | 4 657 | 4 712 | 4 726 | 4 943 |

| 2014  | 2019  | 2022  | - | - | - | - | - | - |
| ----- | ----- | ----- | - | - | - | - | - | - |
| 5 322 | 5 509 | 5 632 | - | - | - | - | - | - |

À la suite de l'agrandissement de la zone d'influence de Lyon et de sa banlieue, la commune de Genay devint partie intégrante de sa zone périurbaine dès son entrée dans la communauté urbaine du Grand Lyon. Sa population a triplé en 50 ans, passant de 1 210 habitants en 1946 à 4 657 lors du recensement de 1999, se classant ainsi au 51e rang départemental.
Au niveau de la qualité de vie, la commune est régulièrement classée dans le top 10 au niveau régional[réf. nécessaire].

## Culture locale et patrimoine

### Lieux et monuments

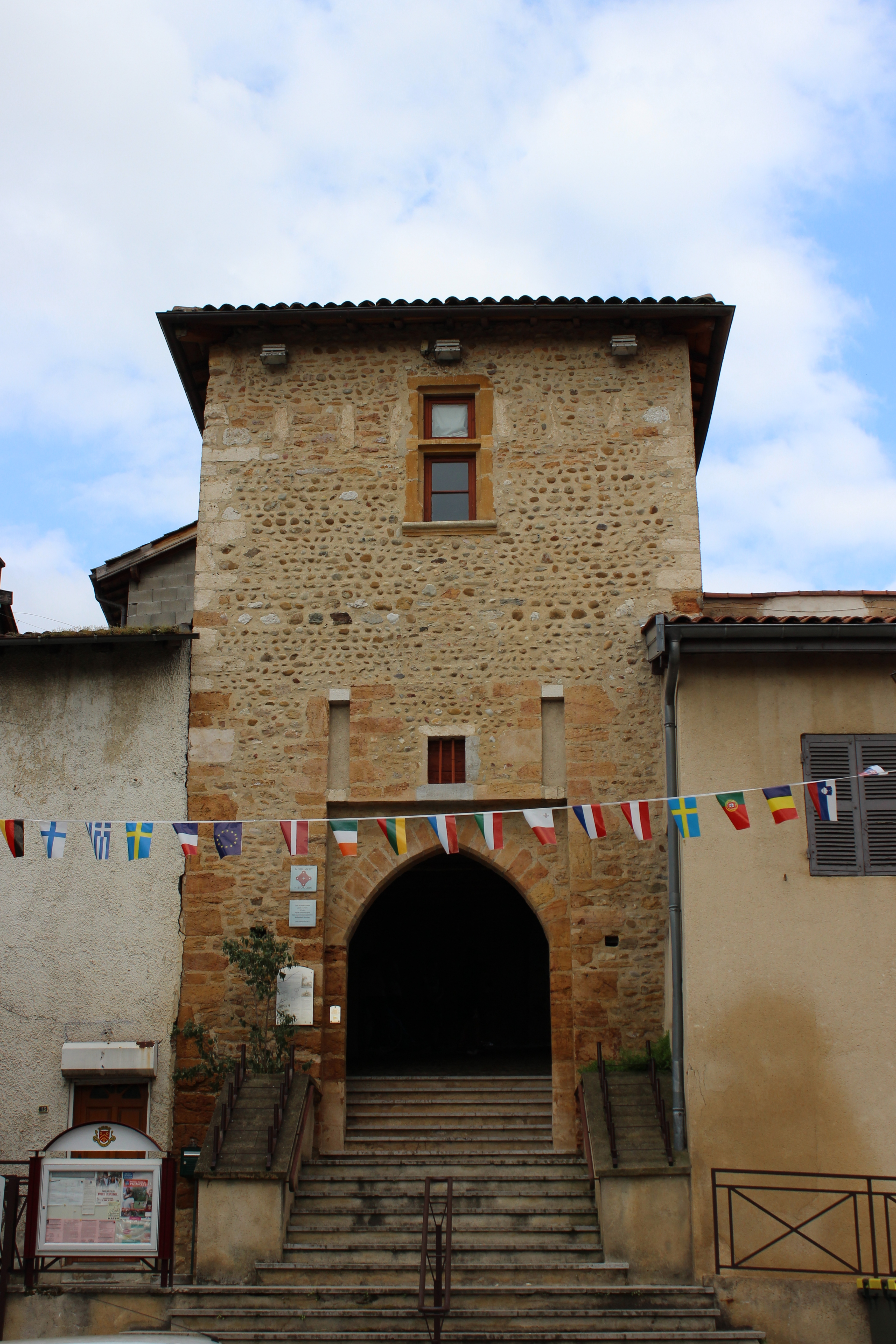
Porte du fortin de Rancé.

- Le fortin, élevé par les chanoines comtes de Lyon en 1364, est visible par sa porte en forme d'ogive, « la voûte »[22], de la place centrale du village. Imbriqué entre des maisons de village, cet ensemble dissimule une petite poype fortifié au XIIIe siècle[23] et refortifiée en 1426, puis remaniée en 1486, protégeant une église dont la présence est attestée depuis le Xe siècle[24]. Ce château a soutenu de nombreux sièges au cours des siècles et a été reconstruit à plusieurs reprises notamment en 1780 ou d'importants travaux ont été réalisés par l'architecte lyonnais du chapitre Jean-Antoine Morand. Mis à part la « voûte », il ne reste de ces fortifications que des murs d'enceinte et une tour d'angle du XVe siècle entourant toujours l'église actuelle. Il fait l’objet d’une inscription au titre des monuments historiques depuis 1947[25].
- La « halle du franc-lyonnais », inaugurée en novembre 2006, fait office d'abri pour le marché du samedi matin.
- L'église Sainte-Madeleine.

### Espaces verts et fleurissement
En 2014, grâce à l'engagement de Valérie Giraud et d'Arthur Roche, la commune obtient le niveau « une fleur » au concours des villes et villages fleuris.

### Personnalités liées à la commune

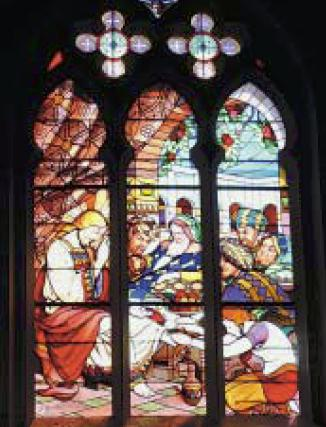
Vitrail de l'église Sainte-Madeleine de Genay œuvre d'Augustin Burlet

- Augustin Burlet (1892-1953), peintre-verrier né le 12 avril 1892 à Chalon-sur-Saône d'un père négociant dans cette ville et d'une mère institutrice, Thérèse Monnier. Augustin Burlet avait sa maison de vacances, la Maison Bleue, à Genay, et un de ses vitraux est toujours visible en l'église de Genay. Le musée de la Basilique Notre-Dame de Fourvière à Lyon lui a consacré une grande exposition en 1985.
- Jacques Chauviré (1915-2005), écrivain français.

## Économie
Genay abrite avec la commune voisine, Neuville-sur-Saône, la zone industrielle Lyon-Nord présentant une activité à dominante chimie et chimie fine. En 2003, elle couvrait 180 ha et offrait 3645 emplois dans 76 établissements.

## Échanges et transports
Située à 20 min de Lyon, la commune est traversée par la route départementale D433 reliant Lyon à Villefranche-sur-Saône et longée au nord par la section nord de l'A46, qui, grâce à un échangeur avec la D433, permet un accès rapide aux autoroutes A6 vers Paris, A42 vers Genève, A43 vers Grenoble et A7 vers Marseille.
Disposant d'une connexion ferroviaire mixte, la zone industrielle est en voie de désenclavement après 20 ans d'existence, et recevra en 2010-2011 le futur pôle de secours des sapeurs-pompiers du Val de Saône sur 5 000 m2, ainsi qu'une pépinière d'entreprises.
Enfin Genay est desservie par plusieurs lignes de bus des Transports en commun lyonnais ligne 43 et la S14. Un projet, soutenu avec force par la municipalité, est en cours pour restaurer et remettre en service la ligne ferroviaire de Trévoux à Sathonay par un tramway-train.